# 允祹
履懿亲王允祹（穆麟德轉寫：yūn too；1686年1月18日—1763年9月1日），原名胤祹，清朝康熙帝的第十二子。
胤祹生於康熙二十四年（1685年）十二月二十四日寅時，生母是定妃萬琉哈氏。康熙四十八年（1709年）胤祹被封為贝子。雍正元年被封履郡王，第二年又降为贝子，八年恢复郡王，雍正十三年（1735年）晉親王。胤祹自幼被苏麻喇姑撫養，没有參與兄弟皇位的爭奪。乾隆二十八年（1763年）七月二十四日未時，胤祹病逝，享壽77歲。是康熙諸子中最長壽的，謚號懿，子2人。以乾隆帝第四子永珹為嗣孫。

## 妻室
- 嫡福晉沙濟富察氏，馬齊之女，乾隆帝孝賢純皇后及傅恆之堂姐。根據康熙四十五年的《玉牒》記載，第十二子胤祹位下已有嫡妃富察氏，大學士馬齊之女。

- 側福晉方佳氏，四品典衛方文彬之女，生履親王獨子弘昆。
- 側福晉管佳氏，管有倉之女。

- 庶福晉王佳氏，王德政之女。
- 庶福晉李佳氏，輕車都尉車爾特之女。根據康熙四十五年的《玉牒》記載，第十二子胤祹位下有已生育侍妾李甲氏。
- 庶福晉邁氏，員外郎九格之女。
- 庶福晉陳氏，陳大麻之女。

- 媵妾李氏，李大之女。
- 侍妾姚氏，管領瑪色之女。根據康熙四十五年的《玉牒》記載，第十二子胤祹位下有已生育侍妾姚氏。

## 子女
- 第一子未有名，康熙四十二年癸未二月初八日卯時生，母妾姚氏；出生月十四日戌時卒。
- 第一女郡主，康熙四十二年癸未十月二十二日巳時生，母庶福晉李佳氏；康熙六十年辛丑五月，嫁科爾沁博爾濟吉特氏台吉達爾瑪達都；乾隆三十二年丁亥二月二十日未時卒，年六十五歲。
- 第二子未有名，康熙四十五年丙戌六月二十六日寅時生，母嫡福晉富察氏；康熙四十六年丁亥四月十四日戌時卒，年二歲。
- 第三子弘是，康熙四十六年丁亥七月初五日午時生，母嫡福晉富察氏；康熙四十九年庚寅八月二十日酉時卒，年四歲。
- 第二女未有名，雍正元年癸卯六月七日未時生，母媵妾李氏；出生月卒。
- 第三女未有名，雍正六年戊申正月十三日寅時生，母側福晉管氏；出生時卒。
- 第四子未有名，雍正六年戊申十二月二十二日生，母側福晉方佳氏；雍正九年辛亥三月二十四日辰時卒，年四歲。
- 第四女郡主，乾隆元年丙辰七月十五日申時生，母側福晉方佳氏；乾隆十八年癸酉正月，嫁富察氏明亮；道光五年乙酉四月初一日未時卒，年九十歲。
- 第五子世子弘昆，乾隆四年己未九月二十五日卯時生，母側福晉方佳氏；乾隆十五年庚午三月二十日寅時卒，年十二歲。弘昆向來都受定太妃鍾愛，清高宗下旨一切喪葬禮儀俱照世子之例辦理。
- 第五女鄉君，乾隆五年庚申正月二十一日亥時生，母庶福晉王佳氏；乾隆二十一年丙子二月，嫁博爾濟吉特氏袞齊拉喜；嘉慶二年丁巳二月初十日卒，年五十七歲。
- 第六女未有名，乾隆六年辛酉六月十四日卯時生，母側福晉方佳氏，乾隆八年癸亥十二月三日亥時卒，年三歲。
- 第六子未有名，乾隆七年壬戌四月二十九日未時生，母側福晉方佳氏，出生月三十日丑時卒。

## 府邸旧址
允祹的府邸在东直门北小街针线胡同，与诚贝勒允祁府相邻。府邸正门5间，正殿7间，东西配楼5间，后殿3间、后寝殿5间、后罩房5间。光绪年间，由于临近的东正教堂被义和团破坏，遭到俄军报复，王府被焚。履王大宗后搬至隆福寺西口马市大街，是为植公府。

## 影視形象
- 步步驚心：米劍輝
- 延禧攻略：公方敏
- 宮鎖心玉：只有在劇中提及，未現身。

## 延伸阅读
[在维基数据编辑]
 《清史稿/卷220》，出自趙爾巽《清史稿》